# Nordre Follo
Nordre Follo è un comune norvegese della contea di Akershus. Il comune è stato creato il 1º gennaio 2020 unendo i comuni di Ski e Oppegård e diventando parte della contea di Viken poi abolita alla fine del 2023.